# Migració túrquica
La migració túrquica o migració turquesa és el procés mitjançant el qual els pobles turquesos van expandir-se pel Llevant i Europa oriental entre els segles vi i xi després d'una altra migració anterior des del nord d'Àsia.
Els pobles turquesos són originaris de Sibèria i van migrar cap al sud fins a ocupar grans regions de la Xina (cap al segle vi aC) i posteriorment Mongòlia. El seu estil nòmada i la barreja amb la població local van fer aparèixer nombroses tribus d'identitats separades però amb una base cultural i lingüística comuna. A partir del segle vi diversos pobles van disputar-se el lideratge i van establir entitats polítiques nacionals a l'Àsia central, com la dels turcs occidentals. L'expansió d'aquestes, un brusc hivern (535-536) i la pressió demogràfica van provocar el que es coneix com a migració túrquica, on els pobles turquesos van desplaçar-se cap a l'oest en successives onades fins a instal·lar-se en àrees d'Europa i Orient Mitjà, incloent-hi Turquia (a la qual van arribar el segle xi des de la zona iraniana) on en l'actualitat resideix la major part d'aquests. En entrar en contacte amb els pobles islàmics, moltes tribus es van convertir.

## Onades migratòries
La migració túrquica no va ser un desplaçament organitzat sinó que va tenir lloc en diverses fases on uns pobles pressionaven els altres per dominar territoris a causa de la fam que havia provocat un dels hiverns més freds en segles. Aquest refredament, degut segons els experts a l'acumulació d'explosions volcàniques que van tapar el Sol amb pols durant mesos o fins i tot a un meteorit especialment gran, va fer perdre les collites de forma massiva, va matar el bestiar i els animals salvatges i va obligar els pobles nòmades a buscar altres zones amb més recursos. En la cerca de territoris no exhaurits, els clans es desplaçaven cap a l'oest. El desig de poder polític de líders tribals, que havien ascendit les dècades precedents, va esperonar encara més la conquesta de noves àrees, entrant en conflicte amb les poblacions locals.
Els heftalites, també anomenats "huns blancs" pel color de la seva pell, van ser un dels primers que va iniciar la migració. Després de la seva expulsió de Pèrsia van instal·lar-se a l'Afganistan, des d'on van procedir a una doble migració: cap a l'oest i cap a l'Índia, on es fusionarien amb els pobles locals.
Els que posteriorment serien anomenats turcs occidentals van format un kanat propi al segle vi i van expulsar els heftalites de la zona d'Aral. Es van expandir fins a la mar Càspia i aleshores van entrar en guerra amb l'Imperi Romà d'Orient, que veia amenaçades les seves fronteres, ja disputades pels sassànides. Al mateix temps el khàzars i sobretot els àvars de Pannònia s'expandien pel nord. Aquests darrers van anar cap a l'est i el centre d'Europa, on van ser vistos com a "bàrbars" invasors, de manera similar als pobles germànics. Van arribar fins a terres alemanyes i van enviar ambaixadors a l'Imperi Romà d'Orient i altres regnes.
Després del col·lapse del kanat d'Aral, els habitants de l'oest del mar Caspi van formar una confederació, la dels oghuz, de pobles seminòmades, que van fer fora els petxenegs. Van arribar a les estepes russes el segle xi, des d'on van organitzar diverses expedicions cap als Balcans (repel·lides pels búlgars). Una part dels oghuz va estar a l'origen de l'Imperi Seljúcida. Des de les estepes cap a les muntanyes dels Urals van migrar els baixkirs, que van romandre com a poble independent fins a la seva annexió a Rússia a l'edat moderna. Els cumans, una altra confederació de diverses tribus turqueses, van aprofitar els moviments dels oghuz per controlar zones d'Ucraïna, on es van instal·lar i van romandre-hi fins l'arribada dels mongols.
Una escissió dels oghuz va arribar a Anatòlia a finals del segle x, que està a l'origen dels pobles turcs actuals. Aquests van ser els que van perdurar després de l'ensorrament d'altres tribus turqueses i van acabar donant nom a part dels pobles veïns, tinguessin o no relació genètica amb els turcs. Els seljúcides van acabar dominant tot l'Orient Mitjà durant bona part de l'edat mitjana.